# Pomahan (Pulung)
Pomahan is een bestuurslaag in het regentschap Ponorogo van de provincie Oost-Java, Indonesië. Pomahan telt 3693 inwoners (volkstelling 2010).